# Tamar de Waal
Tamar Mieke de Waal (Aberdeen, 19 januari 1988) is een Nederlands rechtsfilosofe. De Waal is universitair hoofddocent aan de Faculteit der Rechtsgeleerdheid (Amsterdam Law School) van de Universiteit van Amsterdam. Tevens is zij sinds september 2021 directeur van het Amsterdam Honours College of Law. Zij is politiek columnist voor De Groene Amsterdammer. Daarnaast treedt zij op in diverse radio- en televisieprogramma's.   

## Biografie
De Waal studeerde filosofie en rechten aan de Universiteit van Amsterdam. Zij studeerde ook aan de University College London, aan de Columbia Law School in New York en aan de McGill universiteit in Montreal.
Voor haar proefschrift Conditional belonging. A legal-philosophical inquiry into integration requirements for immigrants in Europe (2017; promotoren Marc de Wilde, Roland Pierik en Will Kymlicka) won zij in 2019 de tweejaarlijkse VWR-dissertatieprijs voor de beste dissertatie in de rechtstheorie in Nederland en België. Voor dit proefschrift bestudeerde De Waal het toelatingsbeleid voor nieuwkomers in de EU-lidstaten in relatie tot het inburgeringsbeleid. Zij concludeerde dat de integratie-eisen strenger waren geworden en waarschuwde dat dit beleid niet oneigenlijk gebruikt mag worden om immigratie te voorkomen. 
De Waal is voorzitter van de in 2018 opgerichte Stichting Civic, die zich inzet voor het verbeteren van het Nederlands inburgeringsbeleid op basis van wetenschappelijke inzichten en ervaringen uit de praktijk.

## Invloed en boeken
De bevindingen van haar proefschrift kregen landelijke media-aandacht. De Nationale ombudsman Reinier van Zutphen refereerde in zijn rapport over het Nederlands inburgeringsbeleid 'Een valse start: een onderzoek naar behoorlijke inburgering' (2018) naar het proefschrift van De Waal en stelde dat zij heeft aangetoond dat 'de discussie over effectief inburgeren (wordt) vertroebeld door de terugkerende vraag hoe nieuwkomers kunnen aantonen dat ze het verdienen om in Nederland te verblijven'. Bij de behandeling in de Eerste Kamer van het wetsvoorstel Regels over inburgering in de Nederlandse samenleving vroeg D66-senator Petra Stienen in december 2020 bij de minister aandacht voor De Waals bevindingen.
Voor het Nationaal Comité 4 en 5 mei schreef zij in 2019 Tussen Kwetsbaarheid en Weerbaarheid, een essay over het belang van burgerschap.

## Publicaties
- Waal, T.M. de (2017) Conditional belonging. A legal-philosophical inquiry into integration requirements for immigrants in Europe, dare.uva.nl (dissertatie)
- Waal, Tamar de, Tussen kwetsbaarheid en weerbaarheid - Over het belang van burgerschap, (2019)
- Waal, Tamar de, Integration Requirements for Immigrants in Europe - A Legal-Philosophical Inquiry Hart Publishing (Bloomsbury Publishing) (2021), ISBN 9781509931675
- Waal, Tamar de, Wat er mis gaat in ons politieke debat (videocolumn) Vrij Nederland (2019)